# هالي تانر ديلون جونسون
هالي تانر ديلون جونسون (بالإنجليزية: Halle Tanner Dillon Johnson)‏ هي طبيبة أمريكية، ولدت في 1864 في بيتسبرغ في الولايات المتحدة، وتوفيت في 26 أبريل 1901 في ناشفيل في الولايات المتحدة بسبب اضطراب النفاس.